# ANZEN漫才
ANZEN漫才（あんぜんまんざい）は、浅井企画に所属していたお笑いコンビ。

## メンバー
みやぞん（1985年4月25日 - ）（40歳）
ボケ担当。立ち位置は向かって左。

あらぽん（1985年10月13日 - ）（39歳）
ツッコミ担当。立ち位置は向かって右。
- 東京都足立区出身。
- 東京都立小石川工業高等学校建設科卒業。
- 身長171cm、体重115kg、血液型B型。
- 解散後も引き続き浅井企画に所属。
- 本名：荒木 祐（あらき ゆう）
- 中型自動車運転免許所持。
- 趣味はヒョウタン栽培、熱帯魚観賞。特技はサッカー、フットサル。
- 蒲鉾が好物。
- 尊敬する芸人は、ウド鈴木（キャイ～ン）。
- 小学生の頃から、芸人になりたいという思いを持ち続けていた。
- 中華料理屋でアルバイトをしていた。
- 13年間交際を続けていた一般女性との同棲を経て、2017年8月21日に結婚をした。妻は元ショップ店員であり、コンビのスタイリストも担当している。2020年12月18日、第1子女児が誕生。
- 解散前から自分で育てたヒョウタンを活かした唯一無二の「ひょうたんアート」を作成し続けており、2024年8月31日と9月1日に個展「ひょうたん新世界〜new world of gourd〜」を東京代官山 Monkey Galleryにて開催。同年11月にはカナダ バンクーバーにてひょうたんアートのワークショップを開催し、ひょうたんアート作品を販売するなど、ひょうたんアーティストとして解散後も精力的に活動している。
- 解散直後の2024年4月3日には、神奈川県大井町の「ひょうたんアンバサダー（大使）」に就任した。

## 来歴
みやぞんとあらぽんは共に足立区生まれで、保育園に通っていた1歳の時からの幼馴染である。カセットテープに自分たちのラジオ番組を録音したり、とんねるずやダウンタウンを真似して遊んだりする仲だった。
中学卒業時、あらぽんがみやぞんを誘って「mix」（ミックス）という名前のコンビを結成し、お笑いの活動をしていた。
二人が2004年に高校を卒業した3か月後から約5年間、ライブハウスにおいて、バンドのライブの前説やチューニングなどの合間に、漫才などのネタを披露していた。
ANZEN漫才としてデビューする前の2007年には、世話になっていた夢麻呂のすすめで俳優のオーディションも受けており、月9ドラマ『プロポーズ大作戦』（フジテレビ）に、野球部員役として山下智久らと共演。二人にとって、これがテレビ初出演だった。なお、みやぞんはこの時は山下の顔を知らず、自分たちと同じエキストラだと思い込んで「頑張ろうな」と馴れ馴れしく声を掛けてしまったが、山下から怒ることなく「ありがとね」と返されたという。その後みやぞんはこのドラマを見て、この時に山下が主演であったことを知って驚いたという。
2009年11月、プロとしてコンビ結成。なお、授業料が高いという理由でお笑い養成所には通っていなかった。みやぞんの知り合いを通じてウド鈴木に会ったことをきっかけに、ウドと同じ事務所に所属したいと浅井企画を目指し、所属を果たす。
2013年、二人の出身地である足立区について、治安の悪さなどのあるあるネタを題材にした楽曲「足立区の歌」を自主制作。足立区CMグランプリにて、ユーモア賞、ハートフル賞を足立区長より受賞した。
2013年から毎年、足立区パフォーマンスフェスタ『Oh!上手ですね』を主催していた。
『歌ネタ王決定戦』（毎日放送）では、2013年（第1回）と2015年（第3回）にそれぞれ準決勝まで進出。
2015年6月24日に行われたお笑いバトルライブ『登猿門 グランドチャンピオン大会』で優勝。
2023年12月5日、2024年3月末にコンビを解散すること、それに先立って2023年12月31日でみやぞんが浅井企画から退所することを発表した。
コンビ解散後、みやぞんはフリーでピン芸人、あらぽんは事務所に残りピン芸人として活動を継続している。

## 芸風
「漫才」とコンビ名にあるが、コント、歌ネタ、物真似が多い。歌ネタは「足立区あるある」などのネタを多く行っている。歌ネタの際は主に、みやぞんがギター弾き語り、あらぽんがラップを担当する。どぶろっくからは「雰囲気はヤンチャだが、ネタは結構キュート」と評されている。最初は台本で一字一句決められた通りに演じていたが、「間違えてもいいから楽しくやろう」とアドリブを交えて演じ始めたところ好評だったため、以後このスタイルを続けている。
どぶろっくの弟子としても活動している。

### 主な歌ネタ
- 兄貴が怒るぞ!
- 明日からシャバダバダ
- かならず選挙に行く

物真似も行っており、以下のレパートリーがある。あらぽんは「マニアックものまね」も得意としている。
- みやぞん
  - カールスモーキー石井（米米CLUB）
  - 石橋貴明（とんねるず）
  - 武田鉄矢
  - 昭和時代のホスト
  - 亀田大毅（顔ものまね）
  - 迅速に事故処理をする交通機動隊 - 『コサキン・天海の超発掘!ものまねバラエティー マネもの』（フジテレビ）の第3回（2015年3月26日）で演じた[26]。
- あらぽん
  - テレンス・リー
  - 笑福亭仁鶴
  - 加山雄三
  - 魔人ブウ（ドラゴンボールのキャラクター）
  - 「マニアックものまね」

車のウインカー（乗用車とタクシーの音の違い　など）
理髪店のオーナー
プレス工場のおじさん
昭和通りのトンネルを原付で通った時の風の音
足立区人物シリーズ
激安青果店のおばさん（イチゴを売る時、サクランボを売る時）
スマホをいじりながらTwitterを開くまでの音

## 出演

### テレビ

#### 過去の出演番組
- プロポーズ大作戦 #2,#4（2007年5月7日、フジテレビ）[注 1]
- おもろゲ動画SHOW 投稿!1000000000ビュー（2011年3月23日、TBSテレビ）
- 人志松本の○○な話（2011年8月26日、フジテレビ）
- 森田一義アワー 笑っていいとも!（フジテレビ）
- なら婚（2014年3月6日、2014年3月27日、日本テレビ）
- 学生才能発掘バラエティ 学生HEROES!（2014年8月28日、テレビ朝日）
- コサキン・天海の超発掘!ものまねバラエティー マネもの（2014年9月27日・2015年3月26日、フジテレビ）
- 有田チルドレン（2015年4月21日・6月23日、TBSテレビ）
- スッキリ!!（2015年8月11日、日本テレビ） - 「エンタメまるごとクイズッス」コーナー
- PON!（日本テレビ）
  - 2015年8月17日・8月21日・8月28日 - 「お笑い数うちゃPON!」コーナー出演（2015年8月月間チャンピオン）
  - 2017年10月2日 - 2018年9月24日、 あらぽん（月曜日レギュラー、隔週）[27]
- ざっくりハイタッチ（2015年10月4日・12月13日、テレビ東京）
- 伊集院光のてれび（2015年10月3日・10日、TwellV） - 仮オープニングテーマ担当[注 2]
  - 「仲良しメンバーと厳選食材でカレーを作ろう」（2015年12月11日・18日）
- ありがとッ!（テレビ神奈川）- 「みなと笑劇場」コーナー
- センニュウ★感（2016年2月28日、テレビ東京）
- ZIP!（日本テレビ） - 「ワラガチャ!」コーナー
- タモリ倶楽部（テレビ朝日） - 空耳アワー
- とんねるずのみなさんのおかげでした（2016年6月9日、フジテレビ） - お笑いイミグレーションNEXT!
- じわじわチャップリン（テレビ東京）
- ほぼほぼ（2016年6月15日、テレビ東京）
- 爆笑そっくりものまね紅白歌合戦スペシャル（2017年1月6日・6月2日、フジテレビ）
- エンタの神様（2017年3月25日・8月30日、日本テレビ）
- 徹子の部屋（2018年4月13日、テレビ朝日）[28][29]
- 金曜★ロンドンハーツ（2018年8月24日、テレビ朝日）
- ウケる!偉人伝（2018年10月5日、日本テレビ）
- ヒロミ・みやぞんの明日すぐに友達になりたいアスリート アス友（2018年11月24日 - 2021年7月10日、中京テレビ） - みやぞん。あらぽんはナレーターとして出演。
- 天才てれびくんhello, - （2020年4月6日 - 2023年3月29日、NHK Eテレ）みやぞんはMCとして出演。あらぽんはドラマパートのシークレットキャラとして登場。

### ラジオ
- オレたちゴチャ・まぜっ! (第2部)（2014年9月27日、MBSラジオ） - 「出てこいルーキー お笑い夜明け前」コーナー

### ネットテレビ
- どす恋ミュージカル（dTV）
- ANZEN漫才の21時のれんらくちょう（2014年8月 - 2015年3月、Cwave）[30]
- ANZEN漫才の月曜10時のれんらくちょう（2015年4月 - 2016年7月、Cwave）
- モーレツ!アイドルKIKEN組（Cwave）
- ANZEN漫才のカタパン!（ニコニコ動画）

### 劇場アニメ
- クレヨンしんちゃん 爆盛!カンフーボーイズ〜拉麺大乱〜（2018年4月13日公開、東宝） - ミヤ・ゾン 役（みやぞん）、あらぽん 役（あらぽん）[31]
- それいけ!アンパンマン きらめけ!アイスの国のバニラ姫（2019年6月28日公開、東京テアトル） - ジェラート大臣 役（みやぞん）、バイキンアイスロボ 役（あらぽん）[32]

### CM
- スマートニュース
- ヤマサ醤油「昆布つゆ」（2013年 - 2015年）
- ピザーラ（2014年 - 2015年） - ピザブラック店員 役
- 第一三共ヘルスケア「第一三共胃腸薬プラス」「ルル滋養内服液」（2016年 - 2021年）
- 日本中央競馬会「有馬記念 インフォマーシャル」（2017年）
- ソニー・インタラクティブエンタテインメント「KNACK ふたりの英雄と古代兵団」（2017年）
- SANKYO「フィーバー 機動戦士Ζガンダム」（2017年）
- JA全農岩手「銀河のしずく」（2017年）
- ヤマハ発動機（2017年）
- 政府広報「高齢者詐欺被害防止」（2017年 - 2018年）[33]
- よみうりランド（2018年 - 2019年）
- ダイドードリンコ「ぷるっシュ!!ゼリー×スパークリング」（2018年 - 2019年）[34]
- コムテック「ドライブレコーダー」（2018年 - 2019年）
- タカラトミー「しゃべクル」（2018年 - 2019年）
- ハイポネックスジャパン（2019年 - 2022年9月）
- エイチーム「cyma」（2021年）
- レゴジャパン「レゴシティ」（2021年）
- 静岡県選挙管理委員会「かならず選挙に行く」（2021年）[35]
- 日本ケンタッキー・フライド・チキン「レッドホットチキン」（2024年 - ）

### ライブ
- 足立区北千住ライブ「みっけぽっこぺ!」
- 北千住天空劇場無料お笑いライブ
- 単独ライブ「じゆうちょう」（2011年より定期的に開催）
- 55☆NEXT!!（浅井企画主催、毎月第1木曜日）
- お笑いダイナマイトショー（浅井企画主催、年1回）
他